# Guadis Carrasco
Guadis Carrasco Cumplido (Sincelejo, Sucre; 25 de abril de 1970) es un músico y compositor colombiano de música vallenata.

## Biografía
Nació el 25 de abril de 1970 en Sincelejo. A los diez años escribió su primera letra musical titulada “Mi primera Canción”. Entre las canciones suyas que han sido grabadas destacamos: “El amor es así”, “Hojas al Viento”. 
Han sido muchos los artistas y agrupaciones que le han interpretado sus temas, entre ellos están: Los Gigantes del Vallenato, Los Pechichones, Los Chiches, Adriana Lucía, Los Embajadores Vallenatos, Rodolfo Carrasco, Jesús Manuel, Miguel Morales, Eduar Morelos, Diomedes Dionisio, Patricia Teheran, Pello Osorio, Alberto Contreras, Los Hermanos Gutiérrez, entre otros.
Sus éxitos más importantes son: “Fábula de Amor”, “Se le Moja la Canoa”, “Vamos a Cambiar”, “A pesar del Dolor”, “El Payaso de tu risa” (Canción ganadora del premio Orquídeo de Oro en [Venezuela], “Que no termine nunca” y “Pobre Diablo”.